# Tommy Prothro
James Thompson Prothro (Memphis, Tennessee, 1920. július 20. – Memphis, Tennessee, 1995. május 14.) amerikai amerikaifutball-játékos és -edző, 1979 és 1981 között a Cleveland Browns személyi igazgatója. Korábban vezetőedzői pozíciót töltött be több egyetemi és NFL-beli csapatnál is.

## Fiatalkora
Édesapja Doc Prothro baseballjátékos és -edző, a Memphis Chicks tulajdonosa; nagybátyja, Clifton B. Cates a tengerészgyalogság parancsnoka volt.
1938 és 1941 között a Duke Blue Devils amerikaifutball-, baseball-, és lacrossejátékosa volt; 1941-ben elnyerte a legjobb blokkolásokért járó Jacobs-díjat. 1942-ben politikatudomány szakon szerzett diplomát.
Az 1942-es NFL-draftben a New York Giants kiválasztotta, de az ajánlatot visszautasította és baseballozni kezdett.

## Edzőhelyettesként és katonaként
1942 őszén a Western Kentucky Hilltoppers edzőhelyettese volt, majd a második világháborúban a haditengerészet hadnagyaként és a USS Breton repülőgép-hordozó tüzértisztjeként szolgált. 1946 és 1948 között a Vanderbilt Commodoresnál Red Sanders helyettese volt, akit a UCLA Bruinshoz is követett; utóbbi csapatnál az egyoldalas formációt alkalmazva hozzásegítette a csapatot az 1954-es országos bajnoki címhez.

## Edzőként

### Egyetemi

#### Oregon State Beavers
1955. február 1-jén az Oregon State Beavers munkatársa lett. Az érkezése előtti szezonban csak egy, a következőben viszont már hat játékot nyertek meg és végül kijutottak az 1975-es Rose Bowlra és az 1962 Liberty Bowlra is. Prothro az 1965-ös Rose Bowl után tíz nappal távozott; utódja Dee Andros lett.

#### UCLA Bruins
1965. június 11-én a UCLA Bruins vezetőedzője lett. Első mérkőzésén 13–3-mal kikaptak a Michigan State Spartanstől, de végül az ország legjobb csapata lettek és kijutottak az 1965-ös (majd az 1966-os) Rose Bowlra is. Miután a Tennessee Volunteers elleni 20–16-os győzelmet egy szabálytalan passz miatt érvénytelenítették, Prothro azt mondta, hogy „életében először szégyelli, hogy déli”. Az 1967-es Rose Bowlt 14–7-re megnyerték.
Az 1968-ast kivéve minden szezont megnyertek. Miután nem jutottak ki az 1971-es Rose Bowlra, a szabályok elleni tiltakozásul (a bowlmérkőzésre a konferenciabajnok juthat ki) lemondott.

### Az aktatáska
Mind a Beaversnél, mind a Bruinsnál öltönyben, nyakkendőben, kalapban és egy aktatáskával járt mérkőzéseire. A táska tartalmát senki sem ismerte; egyesek szerint terveket és jelentéseket tartalmazott, míg mások szerint üres volt. A Los Angeles Times szerint mogyoróvajas szendvicsek voltak benne.

### NFL

#### Los Angeles Rams
1971. január 2-án a Los Angeles Rams vezetőedzője lett. Első szezonjában nem jutottak ki a rájátszásra, a másodikban pedig több játékosa is lesérült. 1973. január 24-én kirúgták; hat hét múlva 1,9 millió dollár értékben keresetet nyújtott be a csapat ellen, mert szerinte Carroll Rosenbloom indokolatlanul rúgta ki. Peren kívüli megegyezéssel 225 ezer dollár kártérítést kapott.

#### San Diego Chargers
1974. január 8-ától a San Diego Chargers alkalmazta; első két szezonja jelentős vereségekkel zárult, azonban 1944 és 1947 között több játékost (például Woodrow Lowe és Dan Fouts) is felvett a csapathoz. Az 1977-es szezont döntetlennel zárták, de a többek által vitatott lefolyású 1978. szeptember 10-ei mérkőzés, a Holy Roller után Prothro azonnal lemondott.

#### Cleveland Browns
1979. február 14-én a Cleveland Browns személyi igazgatójává nevezték ki. Ő vette fel a csapathoz Cody Risient és Hanford Dixont is. Az 1981-es szezont követően lemondott.

## Visszavonulása és emlékezete
1985-ben a UCLA Bruins dicsőségcsarnoka, 1989-ben a Oregon Sports Hall of Fame, 1991-ben a College Football Hall of Fame, 2017-ben pedig a Rose Bowl Hall of Fame tagja lett. Profi bridzsesként Omar Shariffal több nemzetközi versenyen is játszott. Naponta négy doboz cigarettát szívott el; 1995-ben rákban hunyt el.
Játékosai jellemzően kisebb termetűek voltak ellenfeleiknél, azonban Prothro iránymutatásával ezt csellel és taktikával ellensúlyozták; a Los Angeles Ramsnél játékosai a többieknél jóval idősebbek voltak. Olyan csapattagokat preferált, akik tudtak futás közben passzolni.

## Eredményei vezetőedzőként

### Egyetemi
| Év                                                                  | Eredmény                                        | Eredmény                                        | Helyezés                                        | Továbbjutás                                     | Rangsor                                         | Rangsor                                         |
| Év                                                                  | Összesített                                     | Konferencia                                     | Helyezés                                        | Továbbjutás                                     | Coaches                                         | AP                                              |
| Oregon State Beavers (Pacific Coast Conference)                     | Oregon State Beavers (Pacific Coast Conference) | Oregon State Beavers (Pacific Coast Conference) | Oregon State Beavers (Pacific Coast Conference) | Oregon State Beavers (Pacific Coast Conference) | Oregon State Beavers (Pacific Coast Conference) | Oregon State Beavers (Pacific Coast Conference) |
| ------------------------------------------------------------------- | ----------------------------------------------- | ----------------------------------------------- | ----------------------------------------------- | ----------------------------------------------- | ----------------------------------------------- | ----------------------------------------------- |
| 1955                                                                | 6–3                                             | 5–2                                             | 2.                                              | –                                               | –                                               | –                                               |
| 1956                                                                | 7–3–1                                           | 6–1–1                                           | 1.                                              | Rose Bowl                                       | 13                                              | 10                                              |
| 1957                                                                | 8–2                                             | 6–2                                             | T-1.                                            | –                                               | –                                               | –                                               |
| 1958                                                                | 6–4                                             | 5–3                                             | 4.                                              | –                                               | –                                               | –                                               |
| Oregon State Beavers (Független)                                    |                                                 |                                                 |                                                 |                                                 |                                                 |                                                 |
| 1959                                                                | 3–7                                             | –                                               | –                                               | –                                               | –                                               | –                                               |
| 1960                                                                | 6–3–1                                           | –                                               | –                                               | –                                               | –                                               | –                                               |
| 1961                                                                | 5–5                                             | –                                               | –                                               | –                                               | –                                               | –                                               |
| 1962                                                                | 9–2                                             | –                                               | –                                               | Liberty Bowl                                    | 16                                              | –                                               |
| 1963                                                                | 5–5                                             | –                                               | –                                               | –                                               | –                                               | –                                               |
| Oregon State Beavers (Athletic Association of Western Universities) |                                                 |                                                 |                                                 |                                                 |                                                 |                                                 |
| 1964                                                                | 8–3                                             | 3–1                                             | T-1.                                            | Rose Bowl                                       | 8                                               | 8                                               |
| Oregon State:                                                       | 63–37–2                                         | 25–9–1                                          | –                                               | –                                               | –                                               | –                                               |
| UCLA Bruins (Pacific-8 Conference)                                  |                                                 |                                                 |                                                 |                                                 |                                                 |                                                 |
| 1965                                                                | 8–2–1                                           | 4–0                                             | 1.                                              | Rose Bowl                                       | 5                                               | 4                                               |
| 1966                                                                | 9–1                                             | 3–1                                             | T-2.                                            | –                                               | 5                                               | 5                                               |
| 1967                                                                | 7–2–1                                           | 4–1–1                                           | T-2.                                            | –                                               | 10                                              | –                                               |
| 1968                                                                | 3–7                                             | 2–4                                             | T-5.                                            | –                                               | –                                               | –                                               |
| 1969                                                                | 8–1–1                                           | 5–1–1                                           | T-2.                                            | –                                               | 10                                              | 13                                              |
| 1970                                                                | 6–5                                             | 4–3                                             | T-2.                                            | –                                               | –                                               | –                                               |
| UCLA:                                                               | 41–18–3                                         | 22–10–2                                         | –                                               | –                                               | –                                               | –                                               |
| Összesen:                                                           | 104–55–5                                        | –                                               | –                                               | –                                               | –                                               | –                                               |
| Jelmagyarázat: Konferenciabajnok                                    |                                                 |                                                 |                                                 |                                                 |                                                 |                                                 |

### NFL
| Csapat             | Év        | GY | V  | D | %    | Helyezés |
| ------------------ | --------- | -- | -- | - | ---- | -------- |
| Los Angeles Rams   | 1971      | 8  | 5  | 1 | .607 | 2.       |
| Los Angeles Rams   | 1972      | 6  | 7  | 1 | .464 | 3.       |
| Eredmény:          | Eredmény: | 14 | 12 | 2 | .536 | –        |
| San Diego Chargers | 1974      | 5  | 9  | 0 | .357 | 3.       |
| San Diego Chargers | 1975      | 2  | 12 | 0 | .143 | 4.       |
| San Diego Chargers | 1976      | 6  | 8  | 0 | .429 | 3.       |
| San Diego Chargers | 1977      | 7  | 7  | 0 | .500 | 3.       |
| San Diego Chargers | 1978      | 1  | 3  | 0 | .250 | 3.       |
| Eredmény:          | Eredmény: | 21 | 39 | 0 | .350 | –        |
| Összesen:          | Összesen: | 35 | 51 | 2 | .409 | –        |

## Fordítás
- Ez a szócikk részben vagy egészben  a   Tommy Prothro című angol Wikipédia-szócikk ezen változatának fordításán alapul.  Az eredeti cikk szerkesztőit annak laptörténete sorolja fel. Ez a jelzés csupán a megfogalmazás eredetét és a szerzői jogokat jelzi, nem szolgál a cikkben szereplő információk forrásmegjelöléseként.